# Полосатокрылый лесной крапивник
Полосатокрылый лесной крапивник (лат. Henicorhina leucoptera) — вид птиц из семейства крапивниковых. Подвидов не выделяют. Распространён в Эквадоре и Перу.

## Описание
Полосатокрылый лесной крапивник достигает длины 11 см и весит от 14,5 до 16,5 г. Половой диморфизм не выражен. Верхняя часть головы спереди серая, сзади светло-коричневая. Уздечка, бровь и прерывистое окологлазное кольцо белого цвета. За глазом проходит широкая чёрная полоса, щёки с чёрными и белыми прожилками. Верхняя часть спины тёмно-коричневая. Нижняя часть спины и надхвостье красновато-коричневые. На сложенном крыле видны две белые полосы, образованные кончиками кроющих перьев. Подбородок, горло и верхняя часть груди грязновато-белые с бледно-серыми пятнами. Середина брюха белая, темнеющая до бледно-коричного цвета в нижней части брюха и более тёмного цвета корицы в области гузки. Радужная оболочка красновато-коричневая, клюв преимущественно чёрный, а ноги тёмно-серые. У молодых птиц белая бровь над глазами отсутствуют, щеки и нижняя часть тела тёмно-серая, брюхо и гузка коричневые.
Песня полосатокрылого лесного крапивника представляет собой мягкую свистящую трель, часто исполняется парой птиц дуэтом. Позывки включают сухой звук «chute» и скрипучее «wink».

## Распространение и места обитания
Полосатокрылый лесной крапивник встречается на восточном склоне Анд на юго-востоке Эквадора на высотах от 1700 до 1950 м, а на севере Перу — на высотах от 1350 до 2600 м над уровнем моря. Обитает в подлеске стлаников.
Питается насекомыми, точный состав рациона не описан. Добывает пищу на земле и вблизи нее, совершая короткие перелеты и исследуя растительность в поисках добычи. Биология размножения не исследована.